# Josef Průša (politik KSČ)
Josef Průša (9. září 1874 Modřany – 1. února 1954) byl český a československý politik a meziválečný senátor Národního shromáždění za Československou sociálně demokratickou stranu dělnickou, později za Komunistickou stranu Československa a pak za odštěpeneckou formaci Komunistická strana Československa (leninovci).

## Biografie
Profesí byl topičským mistrem v Dřínově[nepřesný odkaz].
V parlamentních volbách v roce 1920 získal za sociální demokraty senátorské křeslo v Národním shromáždění. Pak přešel do senátorského klubu nově zřízené KSČ. Mandát obhájil v parlamentních volbách v roce 1925. V roce 1929 byl v souvislosti s nástupem skupiny mladých, radikálních komunistů (takzvaní Karlínští kluci), kteří do vedení KSČ doprovázeli Klementa Gottwalda, odstaven od moci a vyloučen z KSČ. V parlamentu se stal členem nového poslaneckého klubu nazvaného Komunistická strana Československa (leninovci). V senátu zasedal do roku 1929.